# 番木鳖碱
番木鳖碱（STRIKE-neen），又稱番木鼈鹼，马钱子碱，又译士的宁，士的年（有时被错写成土的宁），是一种剧毒的化学物质，一般用来毒杀老鼠等啮齿类动物。对人类亦有剧毒（成人的致死量约为5mg/kg体重）。番木鱉鹼可提煉自馬錢子（Strychnos nux-vomica L.），978年賜死南唐末代君主李後主用的牽機藥可能就是番木鱉鹼。

## 化學合成
正如早期研究人員指出的那樣，番木鳖碱分子結構及其特定的環、立體中心和氮官能基陣列，是一個複雜的合成靶標，因此激發了人們對其藥理活性背後的結構-活性關係的興趣。  早期針對番木鳖碱的合成化學家罗伯特·伯恩斯·伍德沃德(R.B. Woodward)引用了透過化學分解和相關物理研究確定其結構的化學家的話說，「就其分子大小而言，它是已知的最複雜的有機物質」（出自羅伯特·魯賓遜爵士）。
1954年，伍德沃德研究小組首次報導了番木鳖碱的全合成，被認為是該領域的經典。 伍德沃德於 1954 年發表的報告非常簡短（3 頁）， 但隨後於 1963 年發表了 42 頁的報告。 此後，該分子因其複雜性對合成有機戰略和戰術提出了挑戰，多年來一直受到廣泛關注。 自首次成功以來，已有十幾個課題組獨立完成了定向合成和立體調控制備（參見番木鳖碱全合成主篇文章）。

## 中毒症状
番木鱉鹼會使中樞神經失常。中毒一般20分钟后开始发作，症状为肌肉剧烈抽搐，在中毒後1至3小時後因窒息或精疲力竭而死。呈現角弓反張，症狀甚似破傷風。死後嘴角通常會露出詭異的笑容，因此經常成為推理小說中的題材。

## 毒理
毒理学研究显示番木鳖碱會與脑部和脊髓细胞的甘氨酸受体結合，導致神經變得極度敏感，使微小的刺激便能讓肌肉完全收縮。

## 治疗
没有已知的解药，临床上一般使用巴比妥类镇静剂和肌肉鬆弛劑、地西泮等藥物来缓解症状，必要时可使用人工呼吸。如果抢救及时，病人在中毒后存活超过24小时，就有可能康复。

## 關連項目
- 殺鳥劑（英语：Avicide）
- 番木鳖碱毒理（Strychnine poisoning）
- 斯泰尔斯的神秘案件
- 血字的研究

## 外部連結
- 士的寧 Strychnine （页面存档备份，存于） 中草藥化學圖像數據庫 (香港浸會大學中醫藥學院) （中文）（英文）